# Gmina Dzierżoniów
Die Gmina Dzierżoniów ['gmina d͡ʑerˈʐɔɲuf] ist eine Landgemeinde im Powiat Dzierżoniowski der Woiwodschaft Niederschlesien in Polen. Gemeindesitz ist die Kreisstadt Dzierżoniów (deutsch: Reichenbach).

## Geografie
Das Gemeindegebiet umschließt die Stadt Dzierżoniów von Norden und Osten. Sie ist Verwaltungssitz der Landgemeinde, gehört dieser aber nicht an, sondern bildet eine eigenständige Stadtgemeinde.

## Gemeindegliederung
Die Gmina Dzierżoniów gliedert sich in 33 Ortsteile mit einem Schulzenamt:
| Ortsteil                            | Einwohner (2009) |
| ----------------------------------- | ---------------- |
| Dobrocin (Güttmannsdorf)            | 0702             |
| Jędrzejowice (Endersdorf)           | 092              |
| Jodłownik (Tannenberg)              | 0454             |
| Kiełczyn (Költschen)                | 0273             |
| Książnica (Pfaffendorf)             | 0426             |
| Mościsko (Faulbrück)                | 1133             |
| Myśliszów (Karlswalde)              | 095              |
| Nowizna (Neudorf (Eule))            | 0382             |
| Ostroszowice (Weigelsdorf)          | 1281             |
| Owiesno (Habendorf)                 | 0525             |
| Piława Dolna (Nieder Mittel Peilau) | 1558             |
| Roztocznik (Olbersdorf)             | 0491             |
| Tuszyn (Hennersdorf)                | 0381             |
| Uciechów (Berthol[d]sdorf)          | 1050             |
| Włóki (Dreißighuben)                | 0518             |

Den Ortsteilen sind folgende Ansiedlungen oder Weiler zugeordnet:
- Albinów (Neu Harthau)
- Borowica (Harthau)
- Byszów (Seherrswaldau)
- Dębowa Góra (Eichberg)
- Dobrocinek (Klein Güttmannsdorf)
- Kietlice (Kittlitzheide)
- Kołaczów (Prauß)
- Marianówek (Marienhof)
- Wiatraczyn (Weissemühle)

## Persönlichkeiten
- Eduard von Reichenbach (1812–1869), preußischer Adeliger und demokratischer Politiker während der Revolution von 1848/49
- Oskar von Reichenbach (1815–1893), demokratischer Politiker während der Revolution von 1848/49, lebte später als Schriftsteller in London und den USA